# Cornelis Theodorus Elout
Mr. Cornelis Theodorus Elout (Haarlem, 22 maart 1767 – 's-Gravenhage, 3 mei 1841) was een Nederlands politicus.
Elout was een vooraanstaande staatsman uit een Haarlemse regentenfamilie en minister in de Bataafs-Franse tijd en onder Willem I. Hij werd onder Lodewijk Napoleon belast met de opstelling van het Wetboek van Strafrecht. Hij maakte in 1814 en 1815 deel uit van de Grondwetscommissie. Daarna was hij Commissaris-Generaal in Nederlands-Indië en vervolgens minister van Financiën en van Marine en Koloniën. Elout nam ontslag nadat het cultuurstelsel werd ingevoerd. Hij was de vader van Cornelis Pieter Jacob en Pieter Jacob Elout van Soeterwoude.
Andries van den Berg schilderde ca. 1883 een portret van Cornelis Theodorus Elout voor de portrettengalerij van de gouverneurs-generaal van Nederlands-Indië in paleis Rijswijk in Jakarta. Het werd in 1950 opgenomen in de collectie van het Rijksmuseum Amsterdam.

## Loopbaan

### Jurist
Elout studeerde in 1788 in Leiden af in de rechten en werd daarna advocaat in Amsterdam. In 1791 werd hij voorgedragen als secretaris van de eerste advocaat van de VOC Sebastiaan Nederburgh en de marineofficier Simon Frijkenius, die als commissarissen-generaal in Batavia de administratie moesten gaan hervormen van die in grote financiële problemen verkerende handelsonderneming. Tot zijn spijt ging dat echter niet door. In augustus 1794 trouwde hij in Haarlem met de één jaar jongere Henriëtta Josina van Eybergen, geboren in die stad. Hij ging daarna naar Texel en werd daar in maart 1795 baljuw, dijkgraaf en opperstrandvoogd. Een jaar later werd hij ook raadslid in het Hof van Holland, Zeeland en West-Friesland. In mei 1799 werd hij lid van het departementaal gerechtshof in Texel, en in maart 1802 procureur-generaal bij het nationaal gerechtshof. Hij had zich tot dan toe afzijdig gehouden van de politiek in deze roerige tijd. De federatieve Republiek der Verenigde Nederlanden was door de patriotten met steun uit het revolutionaire Frankrijk opgeheven en de Bataafse Republiek was uitgeroepen, een eenheidsstaat op basis van de soevereiniteit van het ‘Bataafse volk’. De VOC ging in 1795 failliet en werd inclusief de schulden overgenomen door de staat.
In 1804 werd Elout samen met Christiaan Anthonie Verhuell en Jan Willem Janssens door de Aziatische Raad (opvolger van de Heren XVII) voorgesteld als beoogd gouverneur-generaal van Nederlands-Indië als opvolger van Johannes Siberg, maar ook dat ging niet door. Met Boudewijn Donker Curtius schreef hij voor het Staatsbewind eene Inleiding over het recht in het algemeen, het lijfstraffelijk wetboek en wetten omtrent het bewijs, om naast de staatseenheid ook een begin te maken met een rechtseenheid. Het stuk ging naar het Hoog Nationaal Gerechtshof voor advies.

### Een onderbroken reis naar Indië

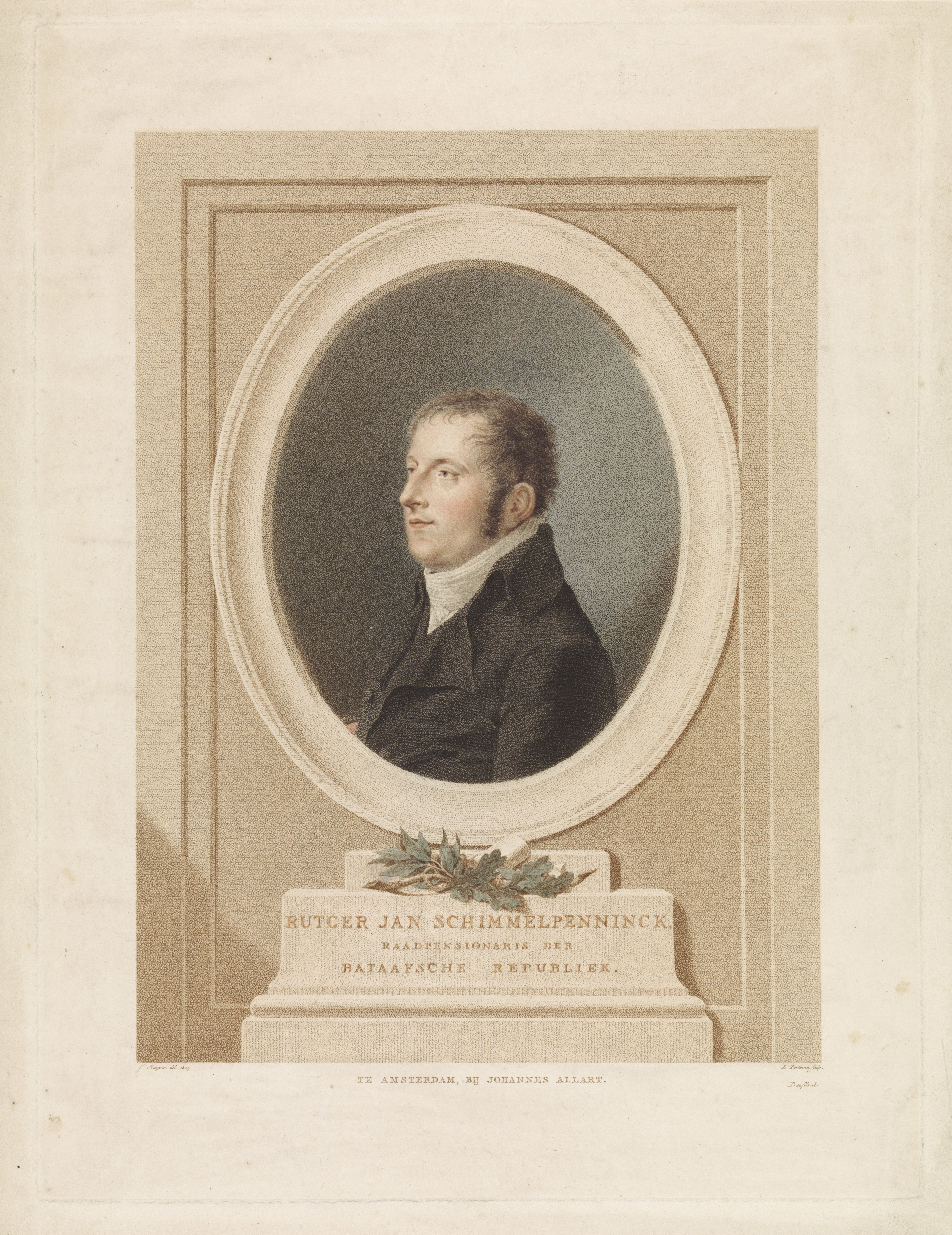
Raadpensionaris der Bataafsche Republiek Rutger Jan Schimmelpenninck.

Eind 1804 verving Napoleon het bewind van de Bataafse Republiek door een raadspensionaris: Rutger Jan Schimmelpenninck. Deze kende Elout uit zijn tijd als advocaat in Amsterdam en vroeg hem als minister van Binnenlandse Zaken, maar Elout sloeg dat af. Een andere benoeming accepteerde hij wel: Schimmelpenninck had het door de commissie van Nederburgh en Frijkenius opgestelde Charter voor Indië vervangen door een nieuw reglement voor het bestuur en de rechtspraak in de Aziatische bezittingen, en benoemde op 11 november 1805 twee commissarissen-generaal om het nieuwe bestuur vorm te geven. De ene was Elout en de andere was de diplomaat Charles van Grasveld, een neef van Schimmelpenninck. Van Grasveld zou gouverneur-generaal worden als vervanger van Albert Wiese. Schimmelpenninck wilde afstappen van het oude VOC-handelssysteem, waarbij landbouwproducten voor de internationale markt werden verkregen via de feodale herendiensten die Javaanse boeren verschuldigd waren aan de inheemse aristocratie. Van Grasveld en Elout kregen daarom de instructie mee om te onderzoeken of het mogelijk was de herendiensten af te schaffen en de vrije landbouw (vaak vrije arbeid genoemd) en vrije handel in te voeren.
Op 23 mei 1806 vertrokken ze naar Batavia. Oorspronkelijk zouden ze met het fregat van de marine Euridice gaan, maar uit vrees voor de Britse oorlogsvloot reisden ze in plaats daarvan als passagier op verschillende Amerikaanse koopvaarders via New York. Ook de nieuwe opperequipagemeester Hendrik de Kock, de latere gouverneur-generaal, reisde mee. Ze waren tot New York gevorderd toen ze in november werden teruggeroepen. Napoleon had de Bataafse Republiek vervangen door het Koninkrijk Holland en Schimmelpenninck door koning Lodewijk Napoleon. Deze stelde in plaats van Van Grasveld Herman Willem Daendels aan als gouverneur-generaal. Hij achtte deze geschikter om orde op zaken te stellen in Indië. Elout en Van Grasveld kregen als schadeloosstelling voor hun terugroeping een 'pensioen' van 6000 gulden per jaar als 'oud-benoemde' functionarissen. De Kock reisde alleen verder naar Batavia.

### In de Grondwetscommisie

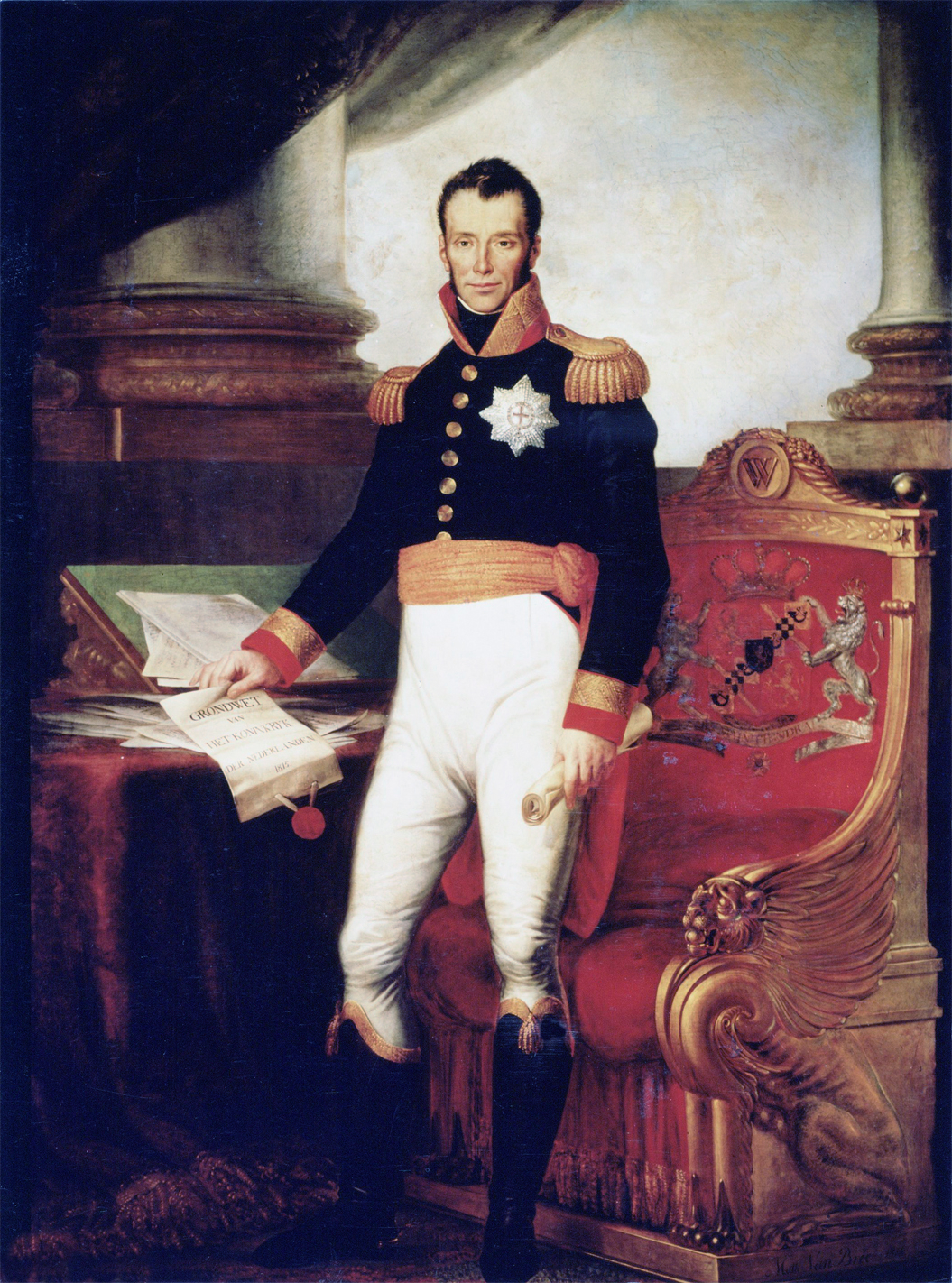
Koning Willem I met de Grondwet van 1815.

In oktober 1807 in Nederland teruggekomen werkte Elout in een door koning Lodewijk ingestelde commissie met ook de president van het Hoog Nationaal Gerechtshof Jan Everhard Reuvens en de Utrechtse rechter Petrus van Musschenbroek op basis van zijn eerder met Donker Curtius geschreven Inleiding aan een ‘crimineel wetboek’, in feite het eerste Nederlandse wetboek van strafrecht, dat met ingang van 31 januari 1809 van kracht werd. Het zou in 1810 vervangen worden door de Napoleontische Code pénal, maar kwam in 1814 weer grotendeels in gebruik. Ook werd hij lid van de Staatsraad, die koning Lodewijk adviseerde over wetsvoorstellen en andere bestuurlijke zaken. Na het besluit van Napoleon om het Koninkrijk Holland in te lijven bij Frankrijk werd Elout lid van de Parijse ‘Conseil pour les affaires de la Hollande’, om aan Napoleon en zijn ministers inlichtingen te verschaffen ten aanzien van de annexatie. Hij trok zich daarna terug uit de politiek en werd weer advocaat, nu in Den Haag.

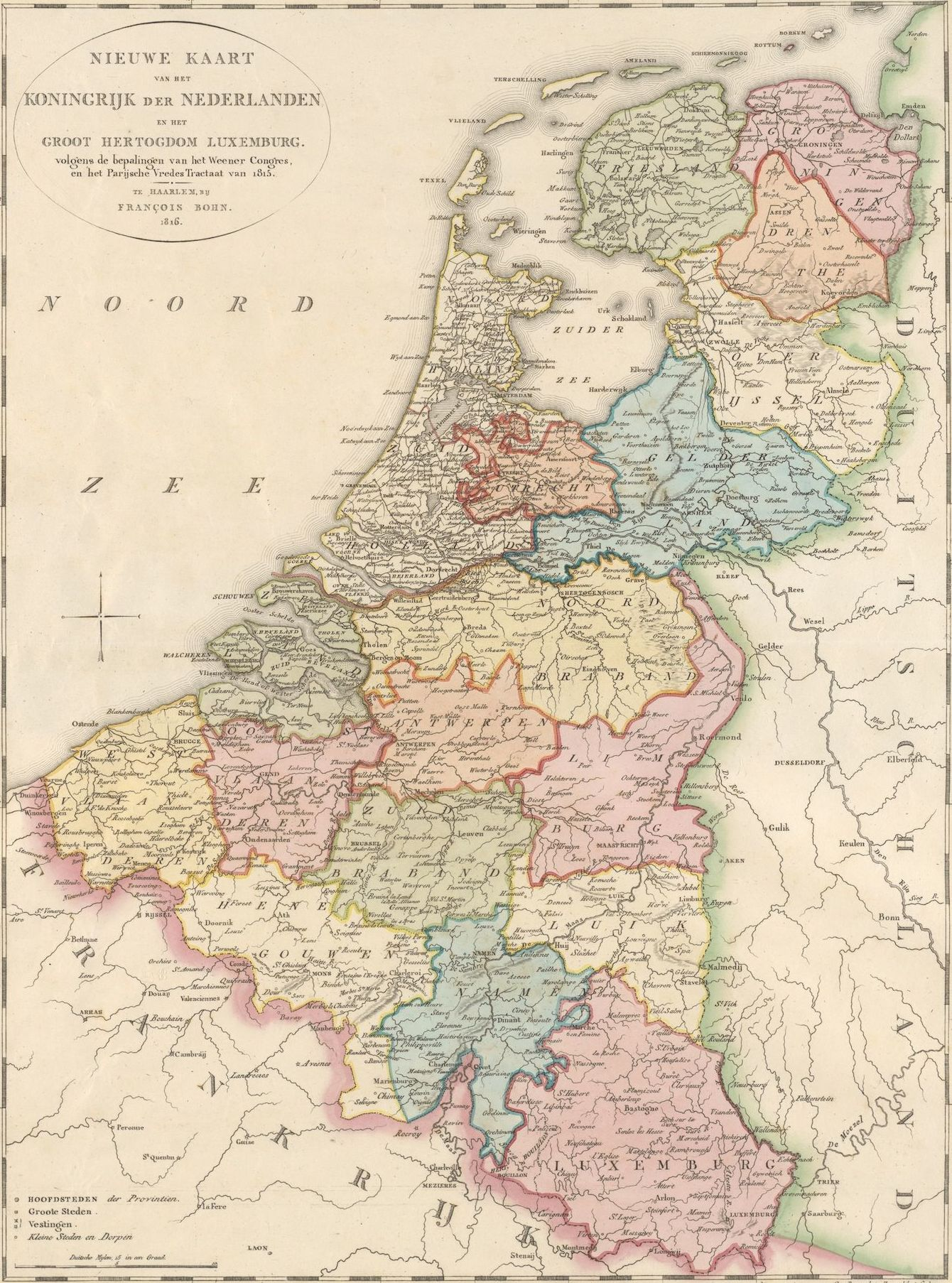
Het Koningrijk der Nederlanden in 1816.

In Den Haag raakte hij bekend met de Oranjegezinde Gijsbert Karel van Hogendorp, een lid van het zogeheten Driemanschap van 1813. Na de nederlaag van Napoleon in de Slag bij Leipzig en het vertrek van de Franse troepen uit Nederland nam dit driemanschap in het ontstane vacuüm de macht in handen in afwachting van de komst van prins Willem Frederik uit Engeland, die eind november in Scheveningen aankwam. Van Hogendorp vroeg Elout toen om deel te nemen aan de grondwetscommissies die onder zijn leiding de grondwet van 1814 en 1815 opstelden. Op 6 april 1814 werd Elout ook lid van de Raad van State.
De grondwet van 1814 werd in een paar maanden geschreven op basis van een al klaarliggende schets van Van Hogendorp: Schets van eene Grondwet voor de Vereenigde Nederlanden. De wet veranderde de republiek in een constitutionele monarchie met een gecentraliseerd gezag dat vooral in handen lag van een soevereine vorst. De volksvertegenwoordiging van één Kamer kreeg de oude Republikeinse naam van Staten-Generaal, maar de vorst had die bij zijn besluiten in de meeste gevallen niet nodig. Deze grondwet werd in 1815 nog aangepast na de vereniging met de Belgen in het nieuwe Verenigd Koninkrijk der Nederlanden. In de grondwetscommissies was Elout een van de vooruitstrevendste en liberale leden, met veel aandacht voor de vrijheid van meningsuiting, openbaarheid van bestuur, een kleine overheid, alle ruimte voor particulier initiatief en afschaffing van monopolies in Oost-Indië. Van Hogendorp schreef over hem: ‘Onder de noordelijke heeren munt de heer Elout naar gewoonte uit door zijne werkzaamheid; hij redigeert de geheele grondwet’.

### Commissaris-Generaal voor Nederlands-Indië

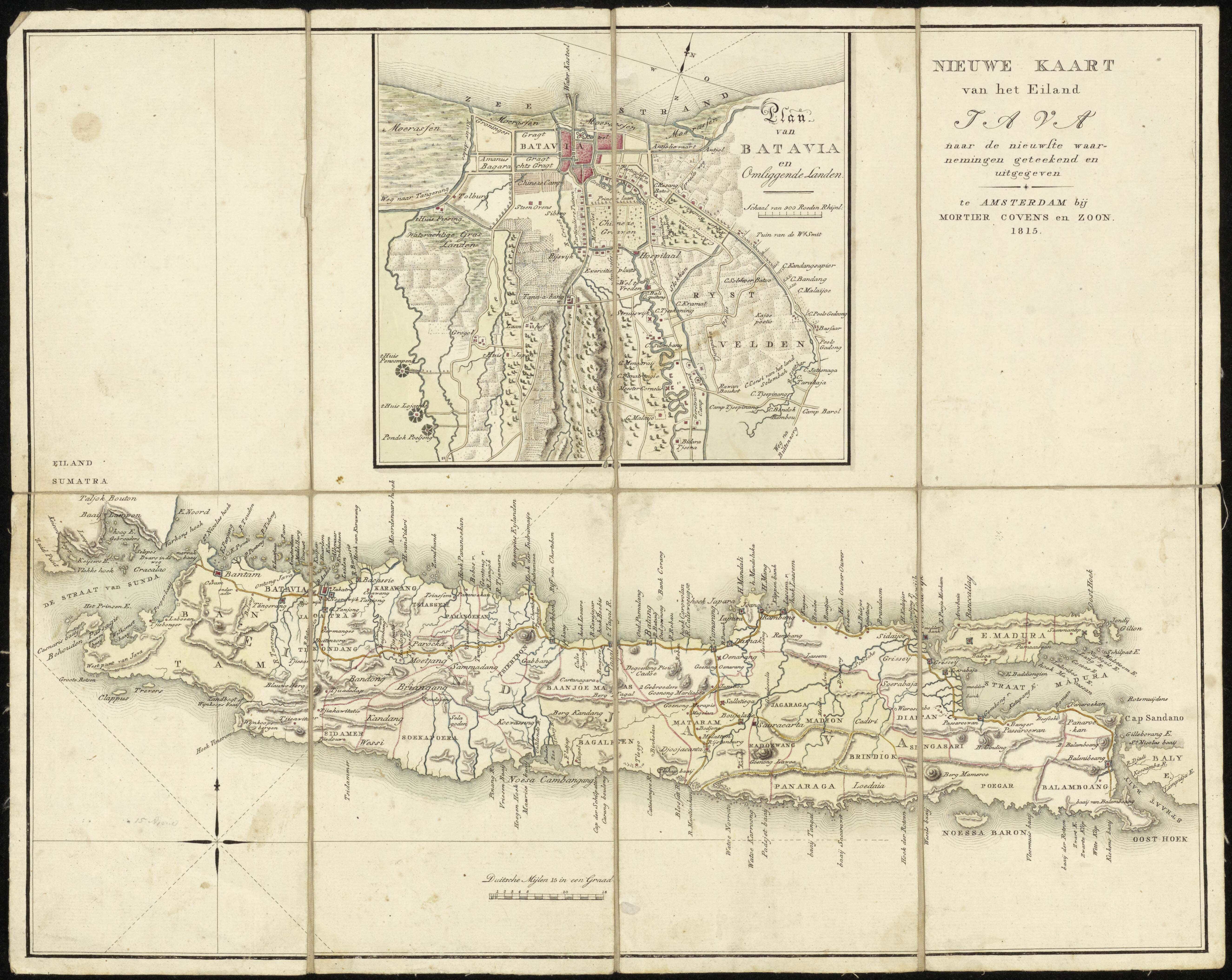
Batavia en Java. Kaart uit 1815.

Op advies van Van Hogendorp benoemde Willem Frederik Elout op 22 september 1814 als een van de drie commissarissen-generaal die het door de Britten bezette Indië van hen moesten overnemen, zoals in het Verdrag van Londen was bepaald. De internationale coalitie van de Zesde Coalitieoorlog wilde een sterke bufferstaat ten noorden van Frankrijk, waartoe de noordelijke en zuidelijke Nederlanden verenigd werden en ook de meeste door de Britten bezette koloniën werden teruggegeven. De twee andere zogeheten C.C.G.G. waren de marineofficier Arnold Adriaan Buyskes en Godert van der Capellen, die, als het nieuwe koloniale bestuur was ingeregeld, gouverneur-generaal zou worden. Elout werd beschouwd als de primus inter pares. Alle drie waren van liberale signatuur.
Vanwege de terugkeer van Napoleon uit Elba in het voorjaar van 1815 werd hun vertrek uitgesteld. De ten behoeve van Indië verzamelde troepenmacht, de Indische Brigade, werd eerst ingezet bij de Slag bij Waterloo. In deze veldslag werden de Fransen definitief verslagen. Op 29 oktober vertrokken de commissarissen-generaal alsnog met een eskader van 7 schepen onder bevel van schout-bij-nacht Buyskes. De schepen vervoerden een legermacht van 2700 militairen, waaronder de Indische Brigade onder Carl Antingh, die terzijde werd gestaan door Hendrik de Kock, inmiddels generaal-majoor. Van hem werd verwacht in Indië het contact met de commissarissen-generaal te onderhouden, gezien het moeilijke karakter van Antingh. Het eskader leek meer dan het was, want de scheepsbouw had in Nederland in de jaren van oorlog en Franse bezetting zoals vrijwel het gehele economische leven grotendeels stilgelegen. Het land was zijn koopvaardij- en vissersvloot, en zijn concurrentiepositie in de wereldhandel kwijtgeraakt. De marine voer met oude en versleten oorlogsschepen. Het eskader kwam dus met veel moeite en verspreid in Batavia aan. Elout en Buyskes op de Evertsen in mei 1816 en Van der Capellen op de Amsterdam een maand later. In december volgde nog het schip Nassau met 81 Indische ambtenaren, vergezeld door 32 vrouwen en 100 kinderen. Met Elout mee kwam ook zijn oudste zoon Cornelis Pieter Jacob Elout. Hij had enkele jaren rechten gestudeerd in Leiden maar was toen militair geworden en had inmiddels de rang van kapitein bereikt. Hij zou zich in Indië naast zijn militaire activiteiten in Cheribon en Sumatra (waar hij in de Padri-oorlog de Militaire Willems-Orde verwierf) ook bekwamen in het Maleis en het Javaans en in 1820 het toen opgerichte Departement voor Inlandse Zaken gaan leiden. Ook aan boord van de Evertsen was de botanicus Caspar Reinwardt, die directeur Landbouw, Kunsten en Wetenschappen zou worden en ‘s Lands Plantentuin in Buitenzorg zou aanleggen, ‘geschikt ter aankweking van gewassen en tot het doen van landbouwkundige proeven’.

### Een nieuw koloniaal bestuur

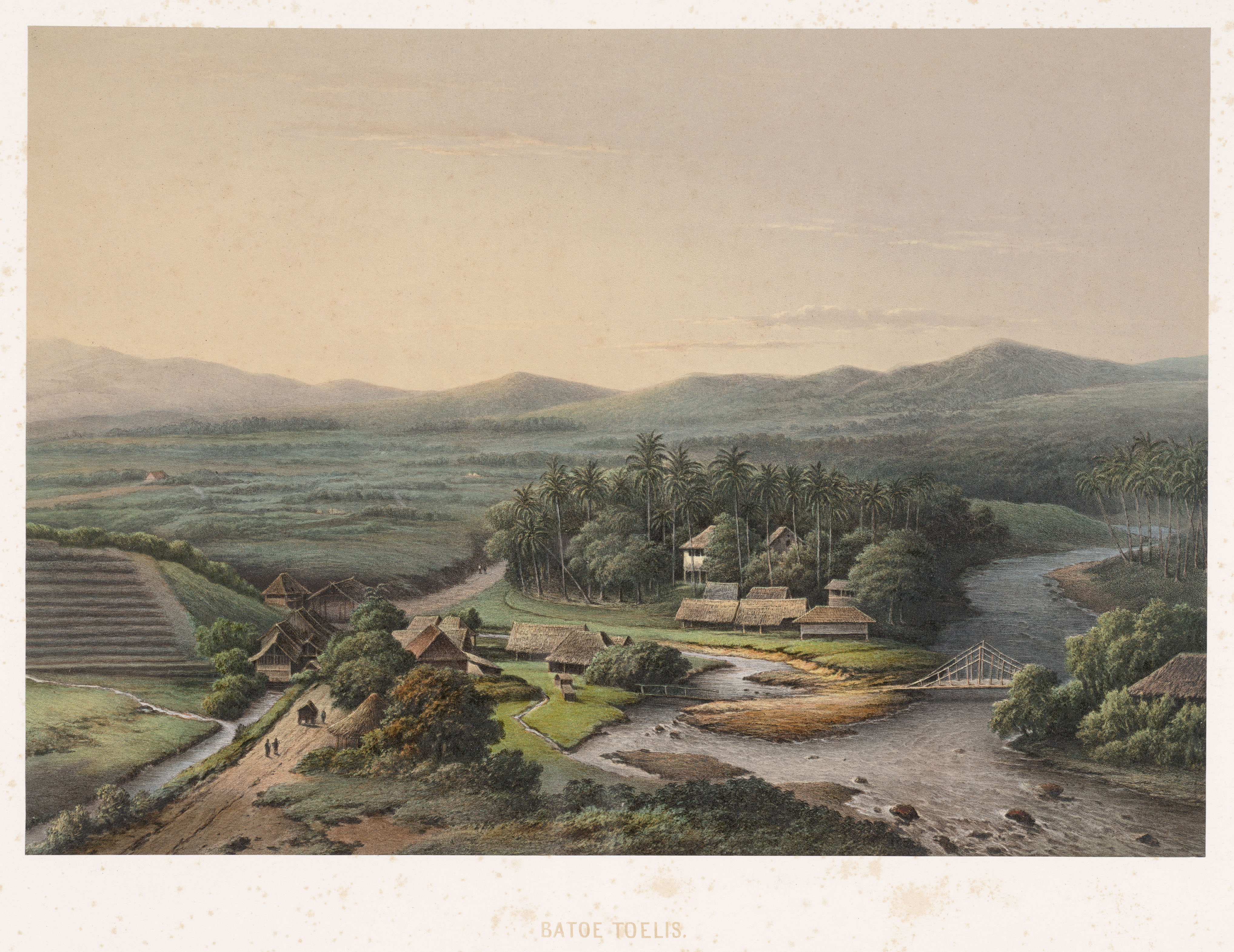
Javaans landschap bij Batoe Toelis in Buitenzorg.

De Brit John Fendall, opvolger van Thomas Raffles, deed zijn best de machtsoverdracht te vertragen, waar vooral Elout zich enorm aan ergerde. Hij was 'regt knorrig en te onvreden', schreef hij aan zijn vriend Anton Reinhard Falck. En aan de Nederlandse gezant in Londen Hendrik Fagel schreef hij: 'Onze conferentiën zijn niet altijd even vriendelijk afgeloopen'. Juridisch stond Elout echter niet sterk. Fendall had nog geen bevel uit Londen gekregen om te vertrekken en Elout had geen bewijs bij zich dat dat gegeven was. De Britse bewindslieden waren in het door hen opgestelde eindrapport ook niet te spreken over Elout, die door 'een schijn van openheid zijn vijandige gevoelens maskeerde'. Daarentegen merkte Willem Frederik, inmiddels koning Willem I, toen hij het rapport las op 'dat Engelsche commissarissen op Java bij ons in geen minder ongunstig dagblaadje staan, dan de heer Elout bij hen voorkomt'. Uiteindelijk vond op 19 augustus 1816 voor het stadhuis van Batavia de overdracht plaats, met 21 saluutschoten van de Nederlandse schepen en het spelen van het Wilhelmus en het God Save the King. Hiermee ontstond formeel de koloniale staat Nederlands-Indië.

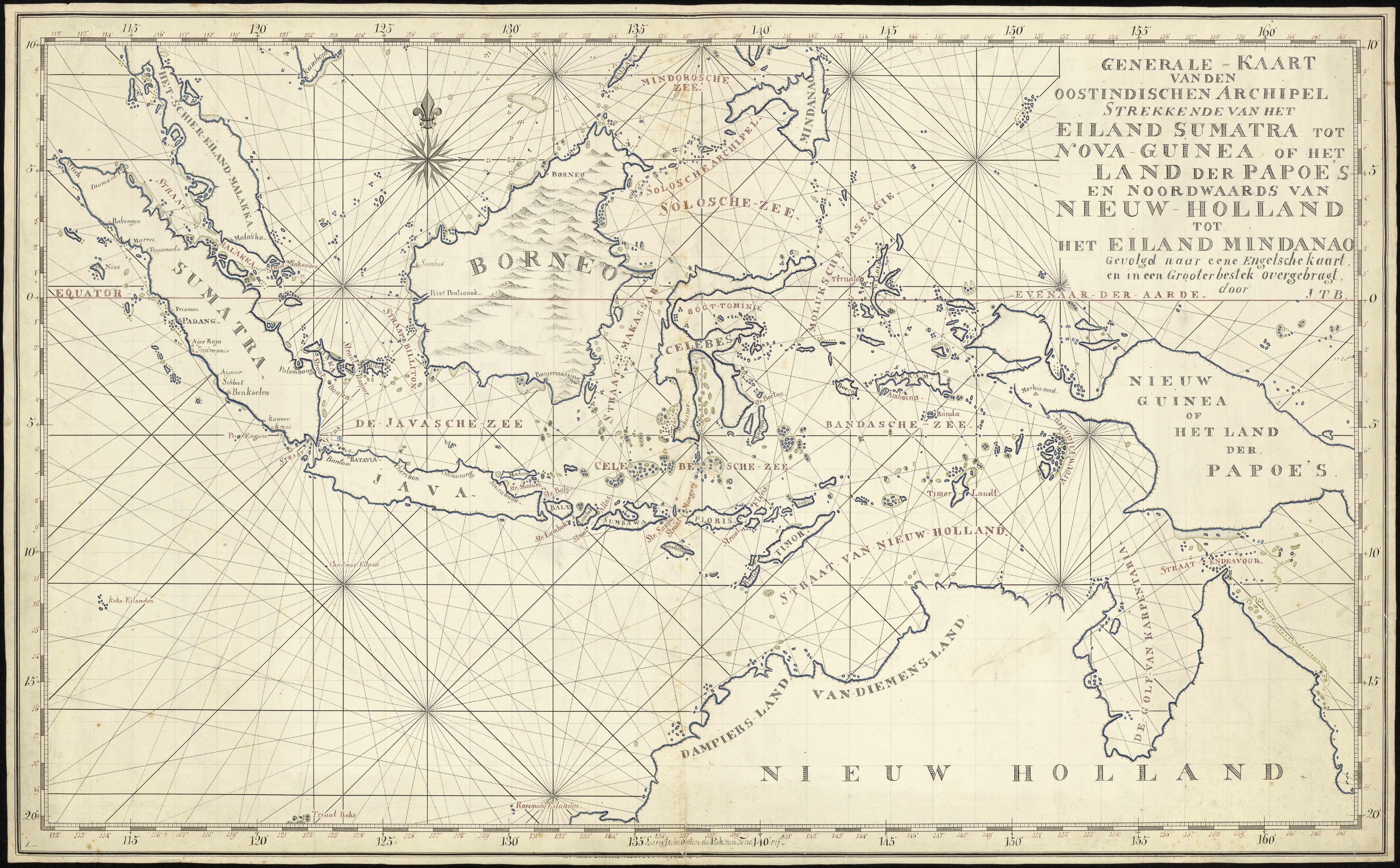
De 'Oost-Indischen Archipel', begin 19e eeuw.

Het vestigen van het gezag over de hele Indische archipel zou door gebrek aan mensen en geld lang duren. Indië had onder Daendels en Raffles alleen maar verliezen opgeleverd. De C.C.G.G. concentreerden zich op Java en Madura. De bestuurlijke indeling in regentschappen door Daendels werd intact gelaten. Ook het door Raffles en zijn adviseur Herman Muntinghe ingevoerde landrentestelsel voor de Javaanse boeren (vrije verbouw en grondbelasting in plaats van herendiensten) werd grotendeels gehandhaafd. In navolging van Daendels en Raffles nam het bestuur de volledige soevereiniteit over Java op zich, ook al had de VOC met de inheemse heersers altijd slechts diplomatieke relaties gehad. De pogingen van Raffles en Muntinghe om die inheemse elite ‘terzijde te stellen’ en het bestuur ‘onmiddelijk in verband te brengen met de massa der Indische bevolking’ werden gestaakt. In plaats daarvan kwam er een indirect bestuur. De status van de inheemse regenten, die eerder ondergeschikt aan de residenten waren gemaakt, werd weer verhoogd. Zij bleven weliswaar ambtenaren, maar stonden voortaan in een broederlijke relatie met de residenten. Men had de overtuiging dat in de traditionele Javaanse samenleving een modern, rationeel bestuur alleen indirect, via de regenten, effectief kon zijn, vanwege het respect dat zij genoten bij de bevolking. Verder kregen de niet-Europese bevolkingsgroepen, anders dan onder Raffles, weer hun eigen rechtbanken met hun eigen traditionele en religieuze wetgeving en werd het muntstelsel opnieuw geregeld.

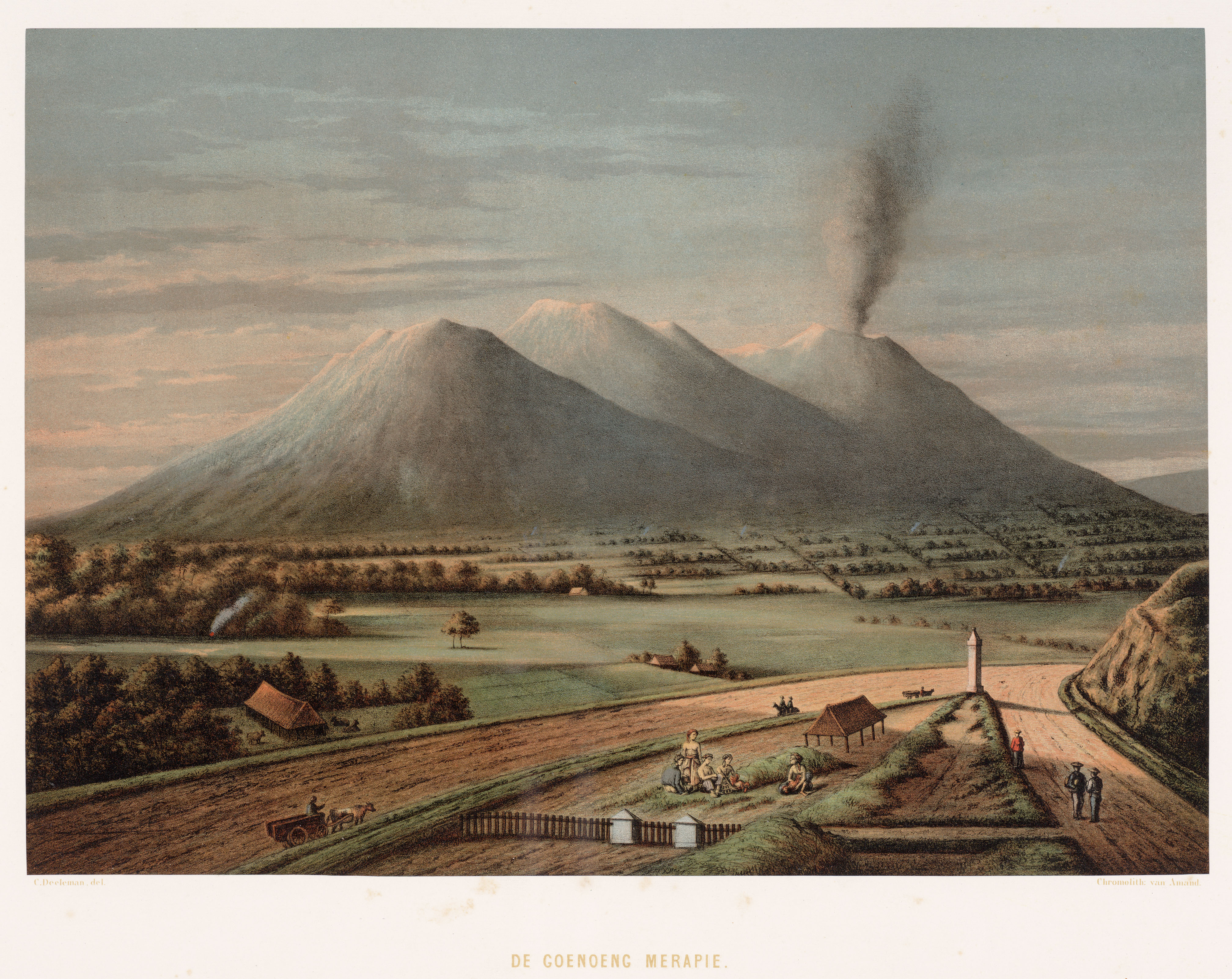
De Merapi op Java.

Buyskes ging in 1817 met een eskader naar het oosten om de toegenomen zeeroverij te bestrijden en in de Molukken een opstand te bedwingen die was uitgebroken onder aanvoering van Thomas Mathulesia, ook wel Pattimura genoemd. Elout en Van der Capellen maakten in dat jaar een reis door Java om overal zelf kennis te nemen van de omstandigheden. 'Bij elken tred dien men op dit eiland voortzet, is men verrukt over de schoonheid van hetzelve', schreef Elout aan Falck. Ook wilden zij zien hoe het landrentestelsel in de praktijk functioneerde. Zij besloten het te behouden, maar dat veel verbetering nodig was, omdat de boeren vaak moeite hadden de landrente te betalen. De achterstallige landrente van 1815 tot 1817 van ongeveer twee miljoen gulden werd kwijtgescholden. Om de economie beter te monetariseren kwam er een speciale Indische zilveren gulden. In de loop van de tijd verdwenen die munten echter uit de circulatie omdat het vanwege de hogere zilverprijs in Indië voordeliger was om ze om te smelten, zodat koperen en papieren geld overbleven. Van der Capellen zou later zelfs gedwongen worden miljoenen guldens te lenen van het Britse handelshuis Palmer in Calcutta, terug te betalen met de levering van producten.

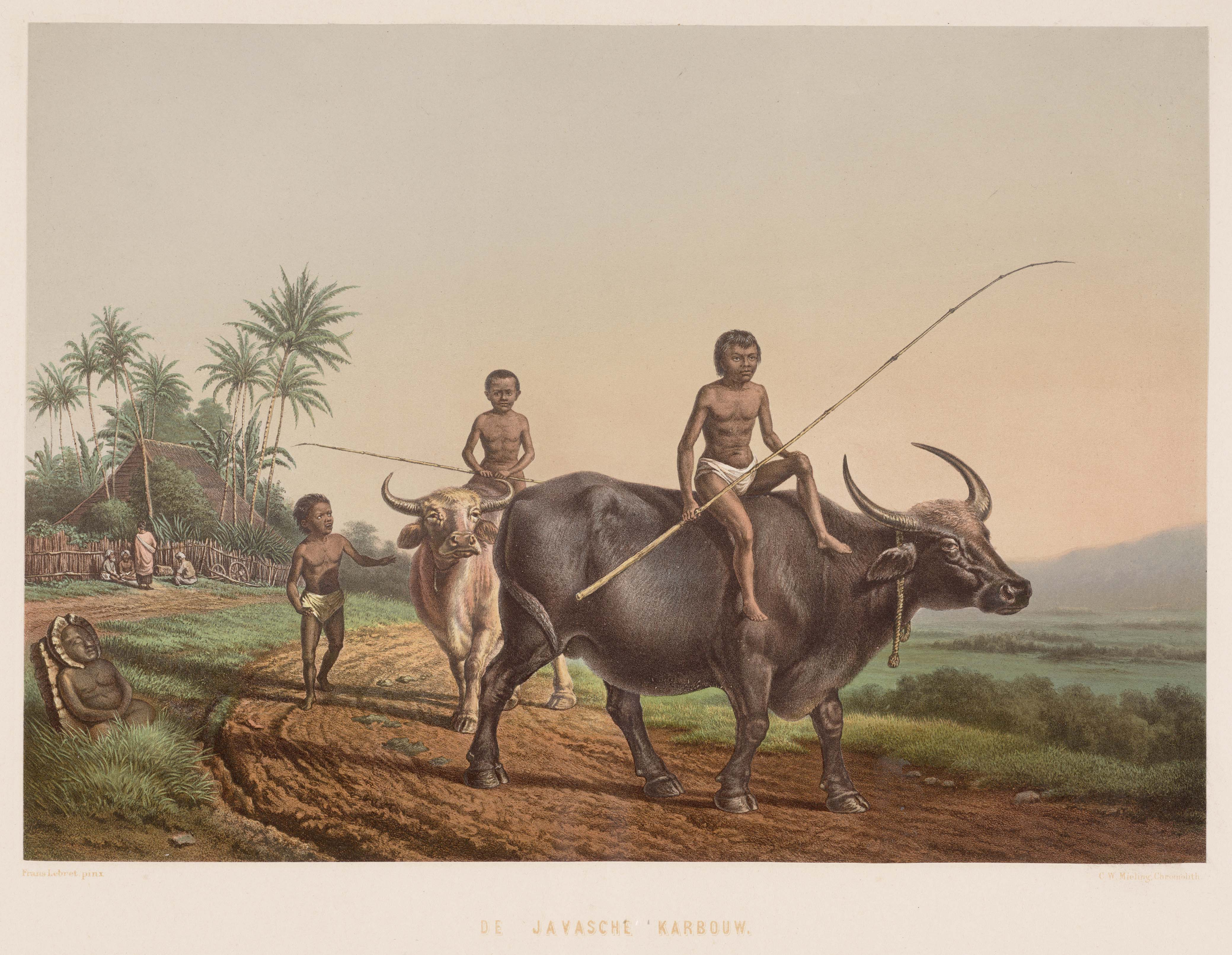
Karbouwen op het platteland van Java.

Aangezien Van der Capellen vooral bezig was met het dagelijks bestuur en Buyskes met het organiseren van de Indische zeemacht, waarvoor hij meestal in Surabaya was, was het nieuwe Indische regeringsreglement (Reglement op het beleid van de Regering, het Justitie-wezen, de Culture en den Handel in ‘s lands Asiatische Bezittingen) dat op 22 december 1818 werd opgeleverd vooral het werk van Elout. Hij had daarbij weinig gebruik gemaakt van de Grondwet van 1815, omdat de omstandigheden in Indië te veel bleken te verschillen van Nederland. Op 9 januari 1819 kwam er nog een apart Reglement op het binnenlandsche bestuur en dat der Financiën op Java. Het dagelijkse bestuur werd hierin vooral opgedragen aan de residenten, ondersteund door assistent-residenten en gewestelijke secretarissen. Om een begin te maken met de afschaffing van slavernij kwam er een bepaling dat in ieder geval kinderen van slaven vrijverklaard zouden worden. De implementatie daarvan zou echter lang duren. Elout correspondeerde over dit vraagstuk met de leider van de anti-slavernij beweging William Wilberforce. Vanaf augustus 1814 was de slavenhandel voor Nederlanders verboden en werd er streng gehandhaafd, maar het bezit van slaven was in Azië endemisch. Elout constateerde wel dat slavernij in Oost-Indië van een andere aard was dan in West-Indië. Meer een kwestie van gerief en weelde dan van werkkrachten nodig om ondernemingen rendabel te maken.

### Schipbreuk van de Evertsen

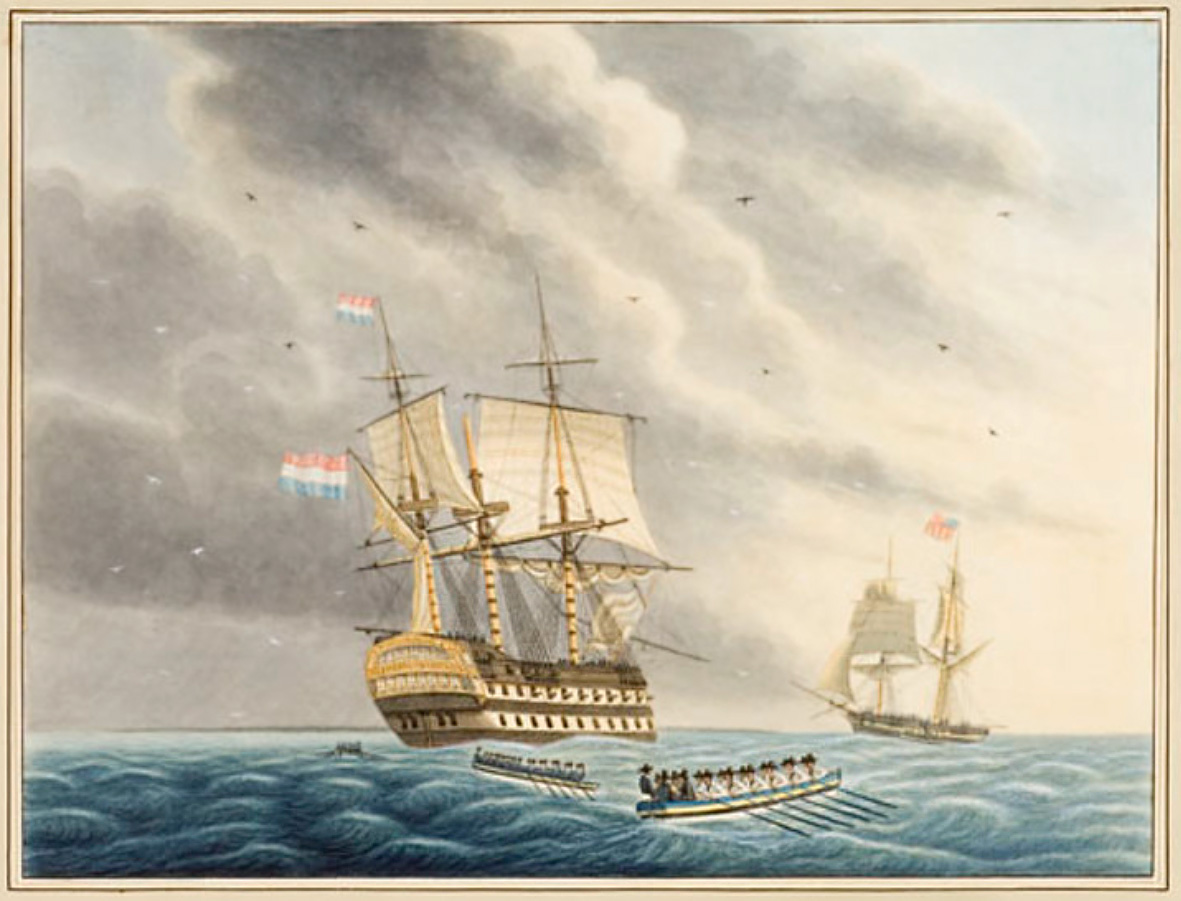
Iedereen wordt overgezet van de Evertsen naar de Pickering.

Op 16 februari gingen Elout en Buyskes terug naar Nederland met de Evertsen. Van der Capellen was geïnstalleerd als gouverneur-generaal, met een Raad van Indië van vier leden: Jacob Andries van Braam, Petrus Chassé, Reinier Dozy en Herman Muntinghe. Algemeen secretaris werd Jean Chrétien Baud. Elout wenste in zijn afscheidstoespraak Van der Capellen toe: 'Uw Bestuur zij den Koning welgevallig, den Vaderlande nuttig, Indië en de Indische bevolking heilzaam'. En in een persoonlijke noot namens Buyskes en hemzelf: 'Onze vriendschap en achting zullen u steeds bijblijven, en wij weten, dat uwe gezindheid te onswaarts dezelfde is. Vaar met de uwen wel.'

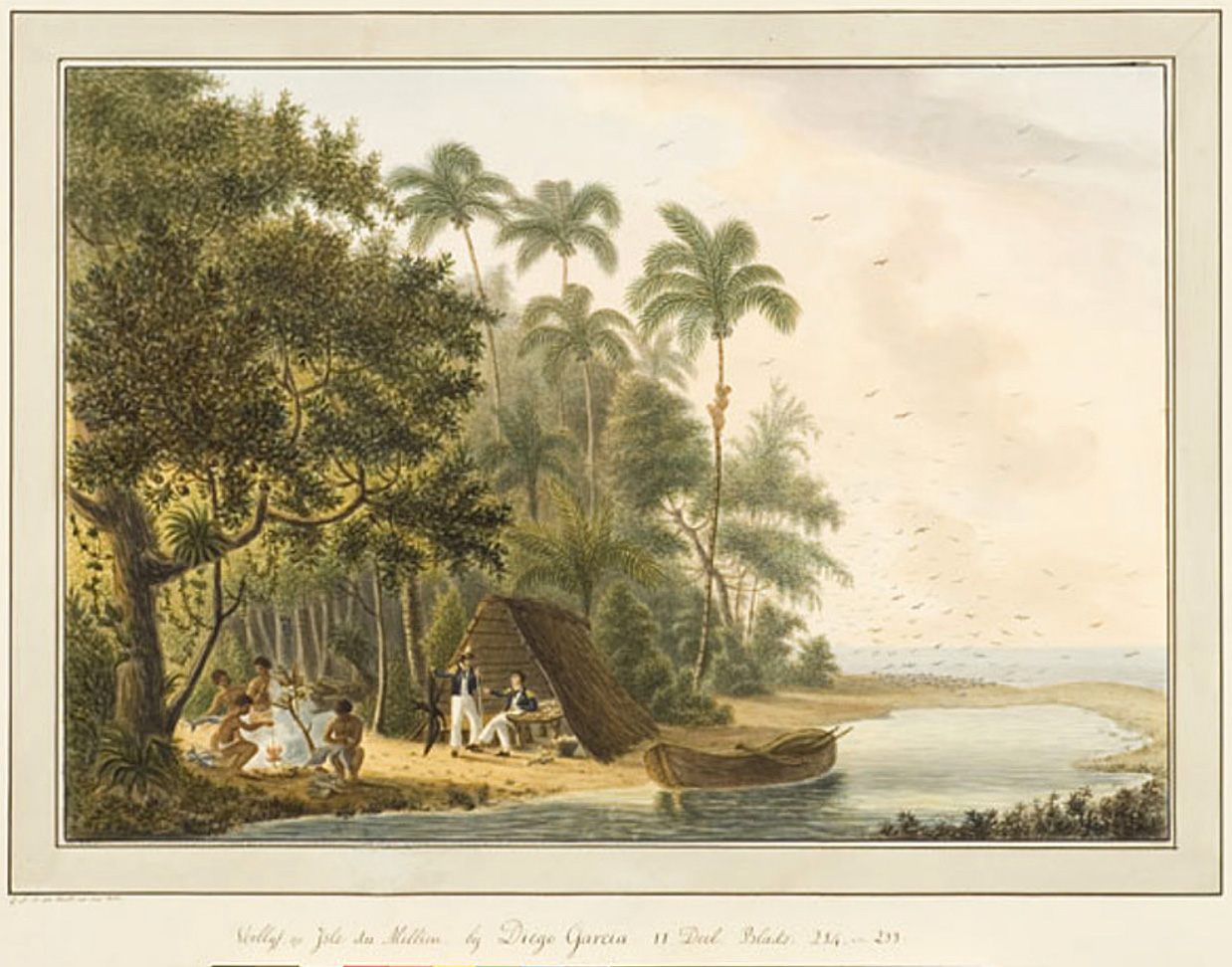
Op het eiland Diego Garcia.

De Evertsen was een oud schip en zwaar aangetast door de blootstelling aan tropische wateren. Het kreeg onderweg een lek op de waterlijn en kon met dagenlang intensief pompen, ook door passagiers, waaronder Elout, ternauwernood het eiland Diego Garcia bereiken, een ringvormig atol bij Mauritius. De rotsachtige zeebodem bood echter geen houvast aan de ankers. Hoewel de kapitein, Q.M.R. Ver Huell, het aandurfde om door te varen, moest hij zich neerleggen bij het besluit van de passagier, maar in rang hogere, schout-bij-nacht Buyskes om het schip te verlaten. Ook Elout had zich in de woordenwisseling gemengd, maar hem verzocht Ver Huell 'op eene bescheiden wijze, dat Zijn Excellentie zig met de zaken, den dienst aan boord betreffende, niet zoude bemoeien'.
Alle opvarenden werden met sloepen overgebracht naar de toevallig de lagune uitvarende Amerikaanse brik Pickering en aan land gebracht. Met 360 mensen op het kleine schip was er geen ruimte voor bagage. Belangrijke collecties van de op de Evertsen terugkerende Caspar Reinwardt en het opperhoofd van Dejima Hendrik Doeff gingen verloren. Doeffs zwangere vrouw overleed tijdens de overtocht met de Pickering van Diego Garcia naar Mauritius. 'Zij stierf in ons bijzijn, nagenoeg in onze kamer', schreef Elout. Zelf verloor hij bijna al zijn bagage. Pas in november kwam hij aan in Nederland, met twee schilderijen en een kris voor koning Willem I geschonken door de susuhunan van Surakarta, Pakubuwono IV, maar zonder zijn documenten en aantekeningen over de toestand van Oost-Indië, die hij uit zijn herinnering moest reproduceren voor zijn verslag aan de regering.

### Minister van de Koning

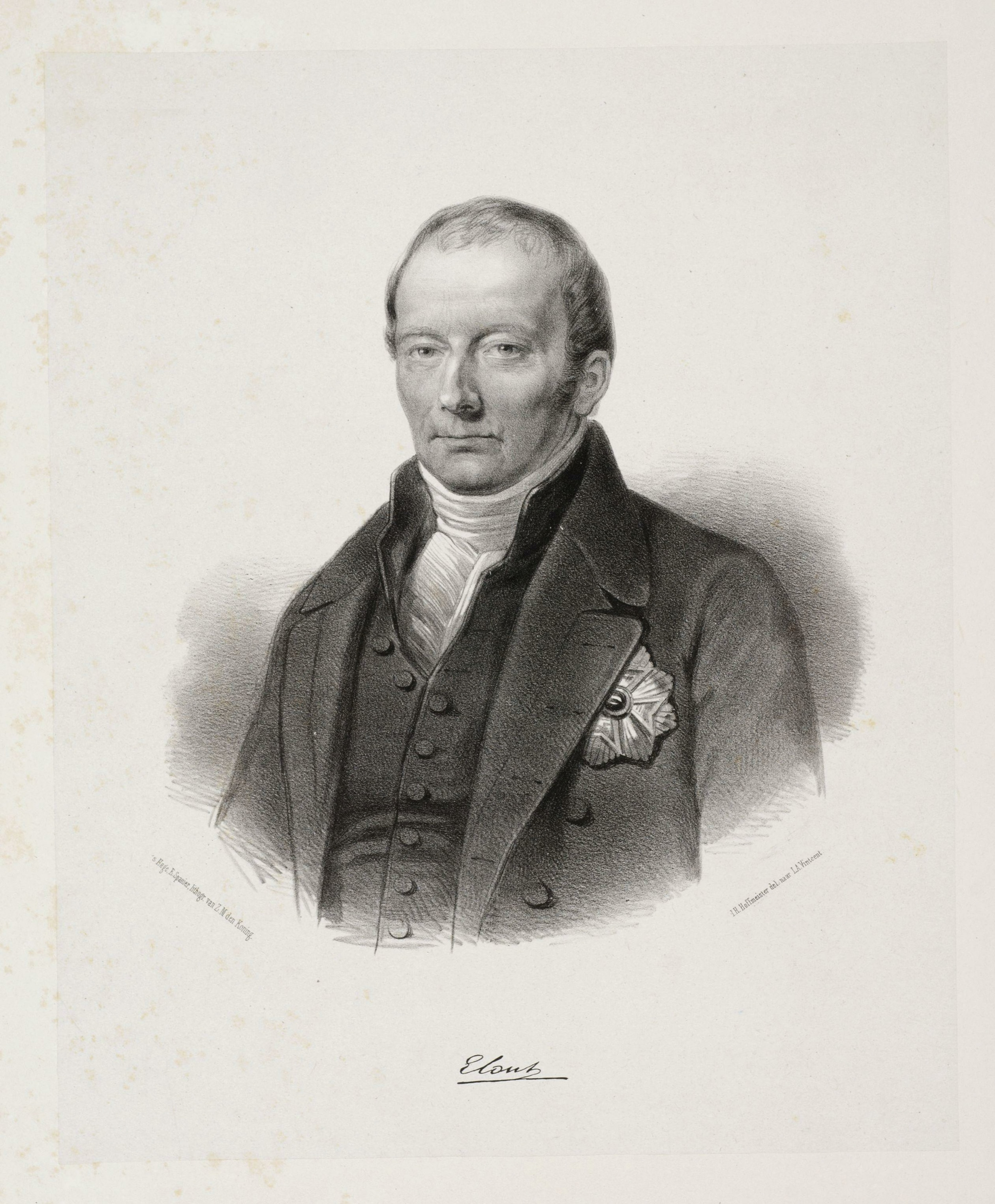
Minister Elout.

Elout trok zich daarna terug op zijn buitenplaats Wildrust in Wassenaar. In zijn afwezigheid was hij benoemd als lid van de Tweede Kamer voor Holland, maar dat sloeg hij af omdat hij niet op de hoogte was van de Nederlandse politieke ontwikkelingen en niet geoefend was in het debatteren. In plaats daarvan nam hij in Londen met ambassadeur Hendrik Fagel deel aan de onderhandelingen met de Britse minister van Buitenlandse Zaken Lord Castlereagh en de liberale politicus George Canning over resterende problemen met betrekking tot de overdracht. Met name het door Raffles ingenomen Singapore en Billiton waren geschilpunten. De onderhandelingen bleven zonder resultaat en zouden pas in 1824 leiden tot een nieuw Verdrag van Londen.

#### Financiën
Met zijn benoeming in 1821 tot minister van Financiën (na het vertrek van Cornelis Charles Six van Oterleek), begon Elout met enige tegenzin aan een nieuwe loopbaan als minister. Ministers werden volgens de grondwet benoemd door de koning en legden alleen aan hem verantwoording af, niet aan de Staten-Generaal. Willem I had Elout geschreven over 'uzelver huiverigheid het aangeboden ministerie te aanvaarden', maar had de benoeming toch voor laten bereiden, 'de hoop uitende dat de bezigheden aan het Ministerie van Financiën verkogt UWEG [Uw Wel Edel Gestrenge] zullen medevallen'. Elout stemde daarna in. Vanaf 1 mei 1821 was hij drie jaar minister van Financiën. In 1822 werd het Amortisatiesyndicaat opgericht om ondanks de grote staatsschuld toch overheidsuitgaven te kunnen financieren. Daarnaast ijverde Elout voor een kleine begroting, openbaarheid van bestuur en afschaffing van loterijen.

#### Koloniën

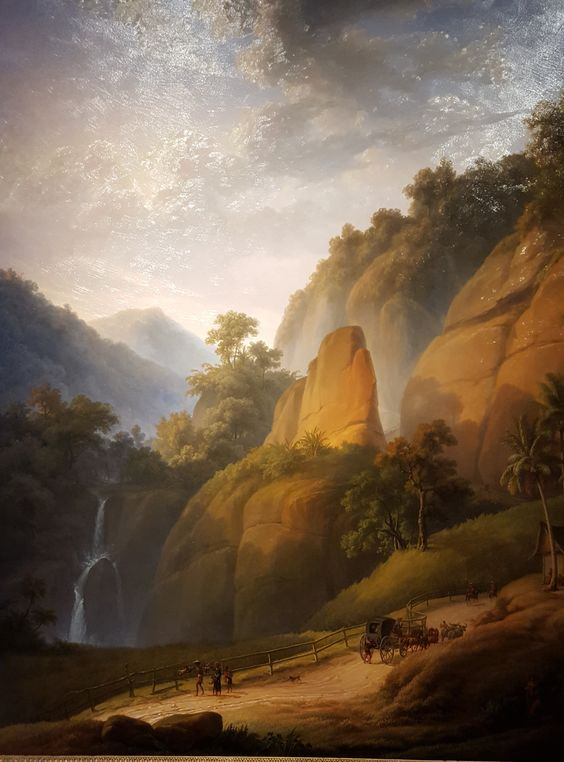
De Grote Postweg in de Preanger in 1828

Op 30 maart 1824 werd hij na het aftreden en wegpromoveren van Falck minister van Nationale Nijverheid en Koloniën, waarna in april Nationale Nijverheid overging naar Binnenlandse Zaken en Marine er voor terugkwam. Het beheer van de koloniën was in de grondwet uitsluitend aan de koning opgedragen, zonder bemoeienis van de Staten-Generaal. Elout werd als minister geassisteerd door de uit Indië teruggekeerde Baud, die als directeur van de Zaken voor Koloniën een van de hoogste ambtenaren in het ministerie werd. Tegelijkertijd werd op initiatief van Willem I, naar aanleiding van een voorstel van Muntinghe, de Nederlandsche Handel-Maatschappij opgericht om de economie van Nederlands-Indië nieuw leven in te blazen. De NHM, als kleine versie van de VOC ook wel 'de kleine compagnie' genoemd, leidde de eerste jaren een kwijnend bestaan. Britten en Amerikanen hadden veel van de Indische handel overgenomen. Dat veranderde pas na de invoering van het cultuurstelsel in 1830, toen de NHM als monopolist de in opdracht van het gouvernement geteelde exportgewassen naar Amsterdam vervoerde en op veilingen verkocht.
Elout zette zich ook in voor strengere selectie-eisen en verbetering van de kwaliteit van de bestuursambtenaren in Indië. Als commissaris-generaal had hij zich hier al over beklaagd. Hij verzocht toen net als Jan Pieterszoon Coen eeuwen eerder: ‘Zend dus bekwame en eerlijke menschen, of zend er ons niet een’. In 1825 werd het zogenaamde radikaal van Indisch ambtenaar geïntroduceerd, dat alleen door de koning kon worden toegekend aan geschikte uit Nederland gezonden ambtenaren, die alleen daarmee toegang kregen tot functies hoger dan die van commies. Dit kwam goed overeen met de door Willem I gewenste bezuiniging op het kostbare ambtenarenapparaat. In de praktijk trok de regering in Batavia zich er weinig van aan, en bleef toch zelf Indische ambtenaren benoemen en bevorderen. Een andere maatregel van Elout was de verplichtte aanschaf door Indische ambtenaren van twee door zijn oudste zoon uit het Engels vertaalde boeken van de oriëntalist William Marsden: Spraakkunst der Maleische taal en Woordenboek der Maleische taal. Elout liet 2000 exemplaren naar Batavia verschepen. Al in het regeringsreglement van 1818 stond dat ambtenaren de inheemse talen moesten leren, maar velen waren daar niet toe genegen.

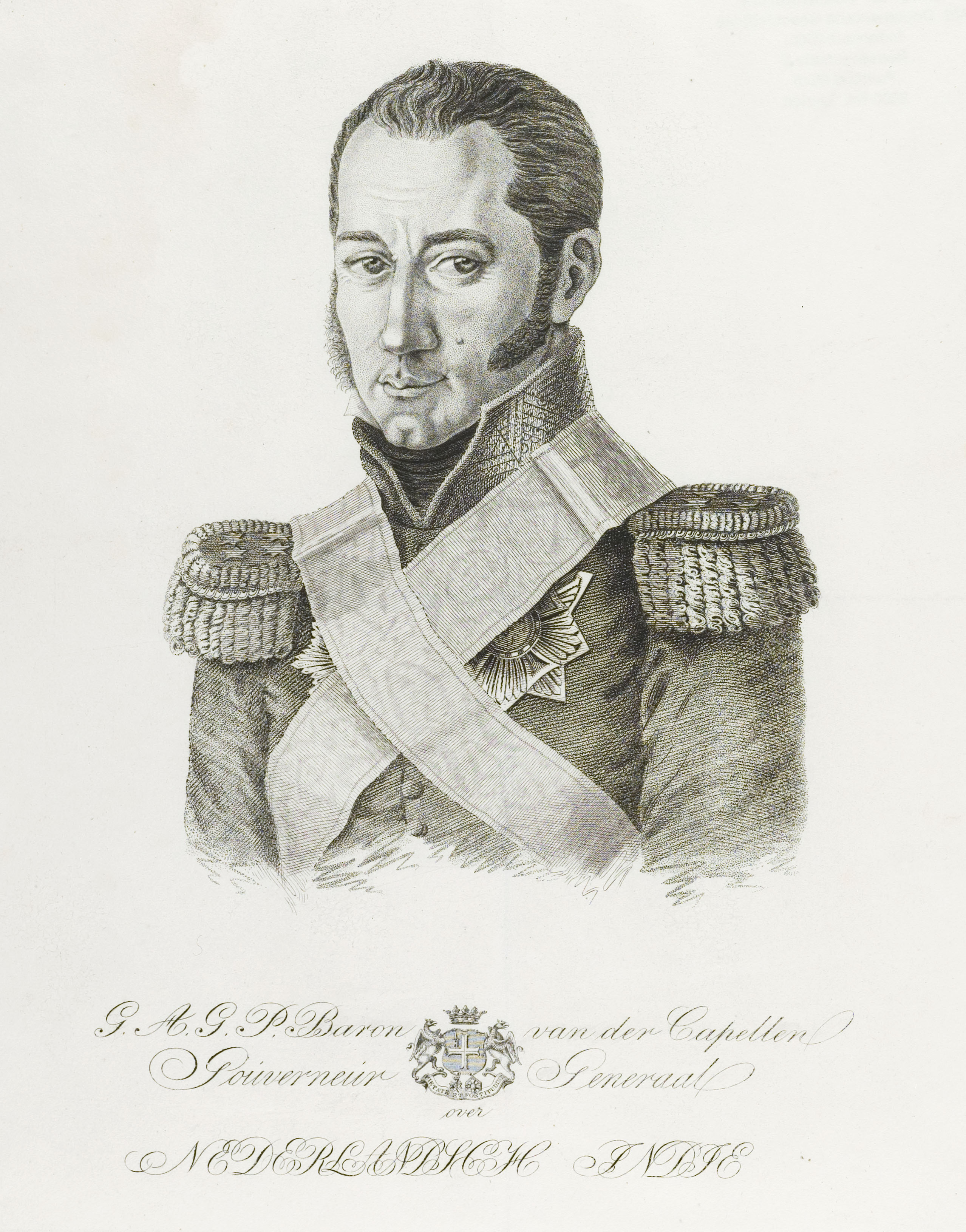
Gouverneur-Generaal Van der Capellen.

Elout kreeg in zijn nieuwe functie te maken met gouverneur-generaal Van der Capellen, en hoewel zij als commissarissen-generaal goed door één deur konden, rezen er nu geschillen. Indië leverde nog steeds grote verliezen op voor de Nederlandse staat, die er financieel toch al beroerd voor stond. Terwijl Elout voorstander was van vergaande liberalisering van de Indische economie, met ook particuliere ondernemingen van Europeanen met westerse kennis en technologie om woeste gronden te ontginnen, wilde Van der Capellen de inheemse bevolking beschermen tegen eventuele uitbuiting. Hij zag buitenlandse landbouwondernemers als ‘eene parasite plant…rondom de inlandsche bevolking’. Ook tegen de NHM had Van der Capellen bezwaren. Toen het eerste schip van de NHM arriveerde weigerde hij Elouts opdracht om het te laden met gouvernementskoffie tegen een in Nederland vastgestelde prijs. Wellicht werd die weigering mede ingegeven door de concurrentie van particuliere planters met de koffiecultuur van het gouvernement in de Preanger, de voornaamste bron van overheidsinkomsten. Toen Van der Capellen voor de tweede keer geld wilde lenen van het handelshuis in Calcutta kreeg hij van Elout namens Willem I opdracht om eind 1825 terug te komen naar Nederland en zijn post over te dragen aan zijn plaatsvervanger Hendrik de Kock. Zijn plan om het specerijenmonopolie in de Molukken af te schaffen ging niet door. Wel werden de tegen smokkel gerichte hongitochten gestaakt.

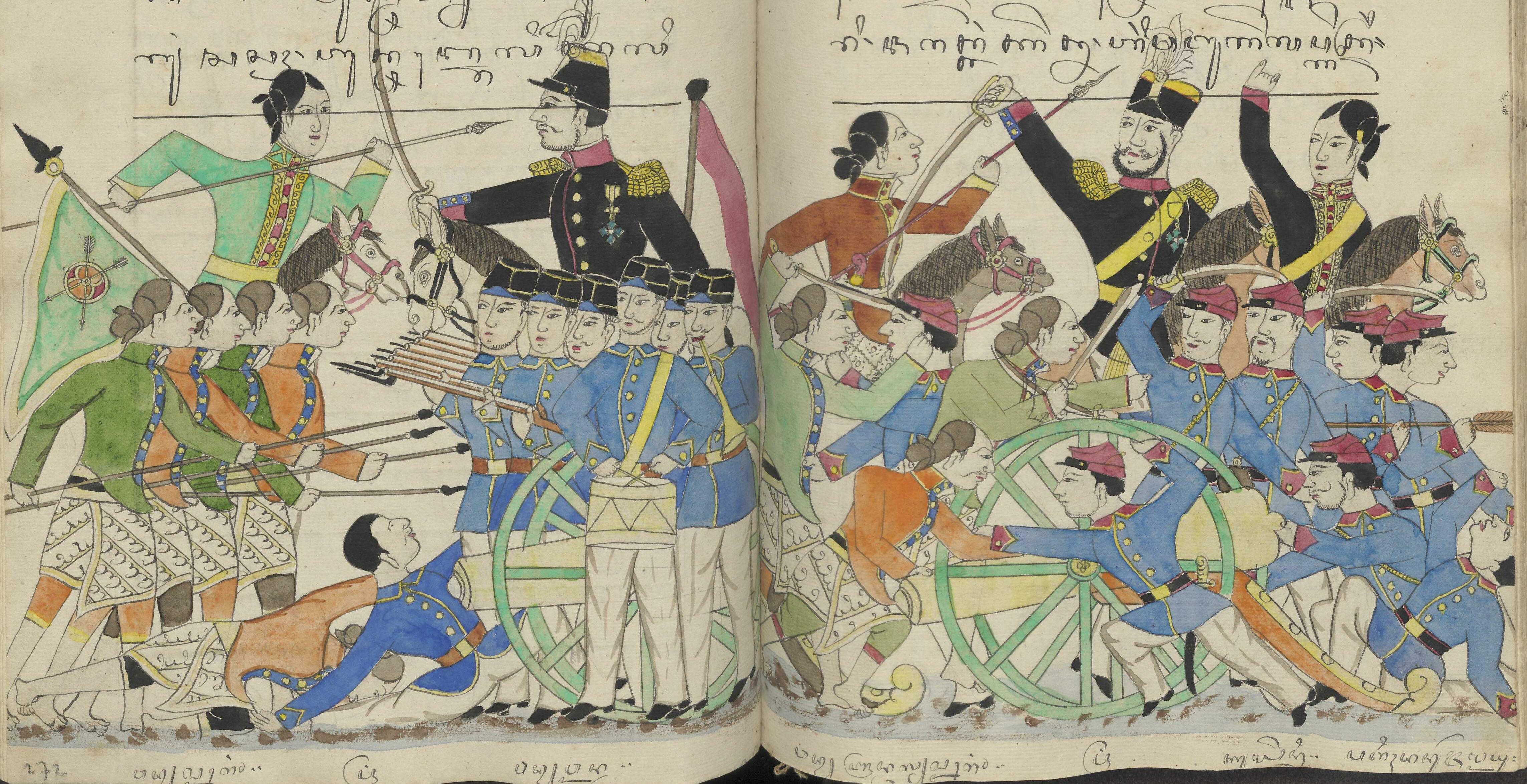
Javaanse weergave van de Java oorlog.

Willem I zond de ervaren bestuurder Leonard du Bus de Gisignies naar Indië die vanaf februari 1826 met behulp van bezuinigingen moest proberen de kolonie rendabel te maken. Met steun van Elout ontsloeg Du Bus de raadsleden Hendrik Jan de Graaff en Reinier Dozy, die hij verantwoordelijk hield voor het slechte financiële beheer. Intussen was ook nog de Java-oorlog uitgebroken die veel geld en mensenlevens kostte. Ook Du Bus lukte het niet de financiële verliezen om te buigen. De schuld liep op tot bijna 40 miljoen gulden. In tegenstelling tot wat Van der Capellen gehoopt had was de Javaanse boer niet de homo oeconomicus van het economisch liberalisme: de rationeel handelende mens die inzag dat het tot zijn voordeel strekte om te produceren voor de internationale markt. Individueel grondbezit en vrije arbeid was de Javaanse samenleving volstrekt vreemd. Zoals Du Bus het verwoordde: '‘Op Java is alles landbouwer, is alles landbouwer in het klein, ter voldoening van eigen behoeften, en zijn die honderdduizende kleine pachters van den eenen algemeenen landheer en landeigenaar elk hun eigen daglooner, elk bouwende voor zich op eene uiterst beperkte schaal’.
Ook de Java-oorlog kon Du Bus niet bedwingen, en hij gedroeg zich onhoffelijk tegen de bevriende Javaanse vorsten. Na afloop van zijn termijn werd hij door de koning in oktober 1828 vervangen door de mede door Elout voorgedragen Johannes van den Bosch.

#### Cultuurstelsel en ontslag

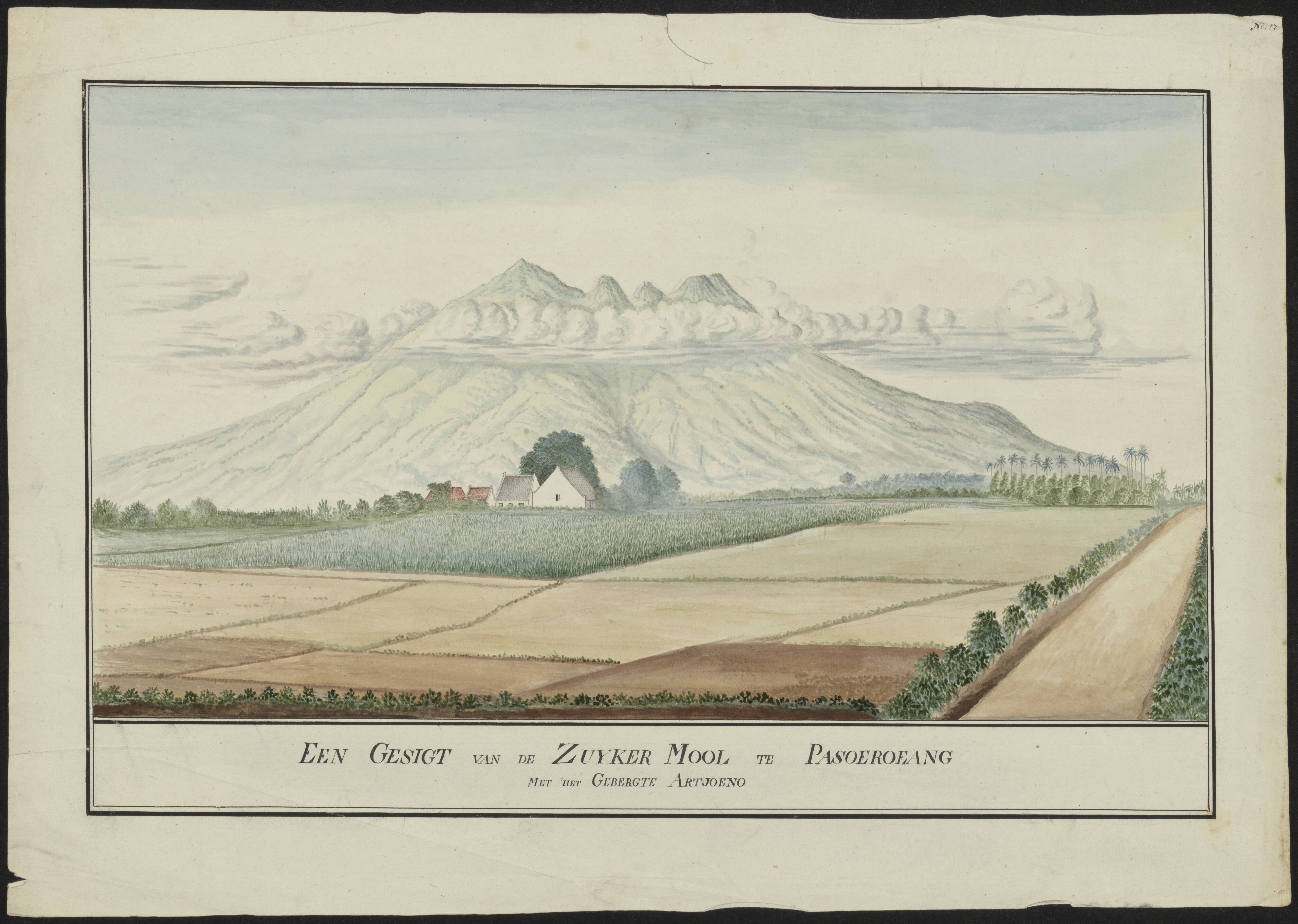
Suikermolen van Han Kik Ko in Oost-Java

In 1829 breidde Van den Bosch met steun van Willem I het aan de VOC ontleende Preangersysteem voor de koffiecultuur uit over heel Java: het cultuurstelsel. Javaanse boeren moesten in plaats van landrente te betalen een vijfde deel van hun grond gebruiken voor de teelt van exportgewassen voor het gouvernement, met name suiker, koffie, tabak en indigo. Zij kregen daar relatief goed voor betaald in contanten, wat de lokale economie stimuleerde.De gouvernementscultuur druiste echter in tegen Elouts liberale principes, zodat hij ondanks veler protest, ook van Van den Bosch, ontslag nam als minister van Koloniën. Hij werd toen minister van Staat, en hield zich alleen nog bezig met speciale aangelegenheden. Hij was onder andere lid van de commissie ter onderzoeking van het geschil tussen Groot-Brittannië en de Verenigde Staten over de grens met Canada, en in 1833 en 1834 publiceerde hij in opdracht van de koning een overzicht van het bestuur van Nederlands-Indië vanaf 1816. Hij woonde toen afwisselend op zijn landgoed Voorlinden en in Den Haag, en stierf daar op 3 mei 1841 op 74-jarige leeftijd.

### Decoraties
Falck schreef aan David van Lennep: 'Daar hem van de wrevelige stemming, in welke gij hem het laatst aantroft, geene verlossing te wachten stond, mag zijne verlossing uit dit leven als eene gunst des Hemels beschouwd worden'. Davids zoon Jacob van Lennep herinnerde zich hem als 'Elout die, als Ulysses veler menschen zeden en landen gezien hebbende, onuitputbaar was in vernuftige opmerkingen, belangrijke reisverhalen en vermakelijke anekdoten, en die aan al wat hij zeide of vertelde nog een dubbelen geur wist te geven door originaliteit van houding en gebaren.'
Elout werd driemaal gedecoreerd: onder Lodewijk Napoleon met de Orde van de Unie, en twee keer onder Willem I: met het commandeurs- en het grootkruis van de Orde van de Nederlandse Leeuw. Hij was ook lid van de Maatschappij van Nederlandse Letterkunde en directeur van de Hollandse Maatschappij van Wetenschappen in Haarlem. Drie van zijn vijf langer overlevende zonen verwierven bekendheid: Pieter Jacob Elout van Soeterwoude, Maurits Theodorus Elout en zijn oudste zoon Cornelis Pieter Jacob.
- Biografisch Portaal: 12070695
- Digitale Bibliotheek voor de Nederlandse Letteren: elou002
- Gemeinsame Normdatei: 1055184457
- International Standard Name Identifier: 0000 0003 9788 5599
- Nederlandse Thesaurus van Auteursnamen: 068368356
- Parlement.com: vg09llsxlfqe
- Virtual International Authority File: 66832951
- WorldCat: E39PBJvcWWYxBhfXPtTCQDq4v3